# El Salitre, Cortazar
El Salitre är en ort i Mexiko.   Den ligger i kommunen Cortazar och delstaten Guanajuato, i den centrala delen av landet, 210 km nordväst om huvudstaden Mexico City. El Salitre ligger 1 752 meter över havet och antalet invånare är 175.
Terrängen runt El Salitre är platt åt nordost, men åt sydväst är den kuperad. Runt El Salitre är det tätbefolkat, med 613 invånare per kvadratkilometer. Närmaste större samhälle är Celaya, 6,0 km nordost om El Salitre. Omgivningarna runt El Salitre är en mosaik av jordbruksmark och naturlig växtlighet.